# North Pekin
North Pekin – wieś w Stanach Zjednoczonych, w stanie Illinois, w hrabstwie Tazewell.